# Tobol
La Tobol ou Tobyl (en russe : Тобол, en kazakh : Тобыл) est une rivière qui prend sa source dans la steppe kazakhe, puis coule en Russie dans les oblasts de Kourgan et de Tioumen. C'est un affluent de l'Irtych en rive gauche, donc un sous-affluent de l'Ob. Son cours est long de 1 591 km.

## Géographie

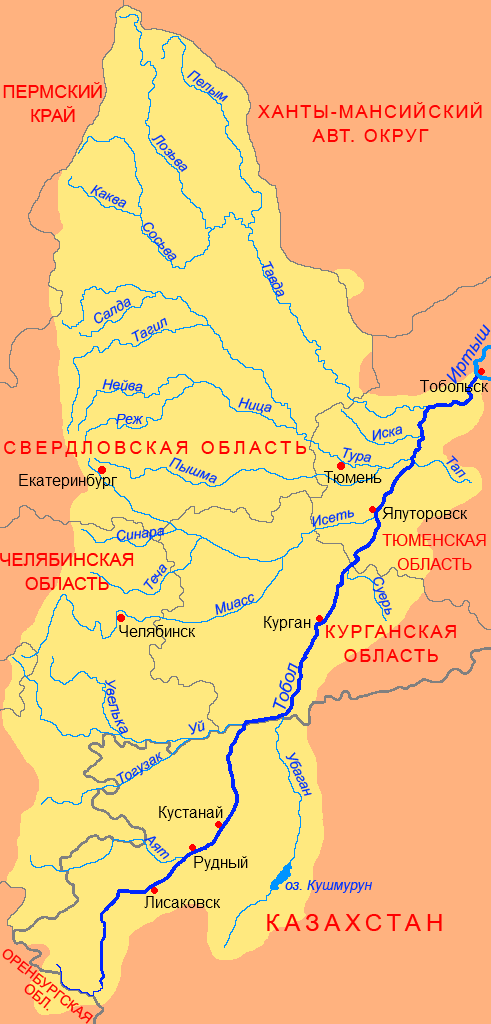
Carte du bassin de la Tobol : la rivière avec ses principaux affluents.

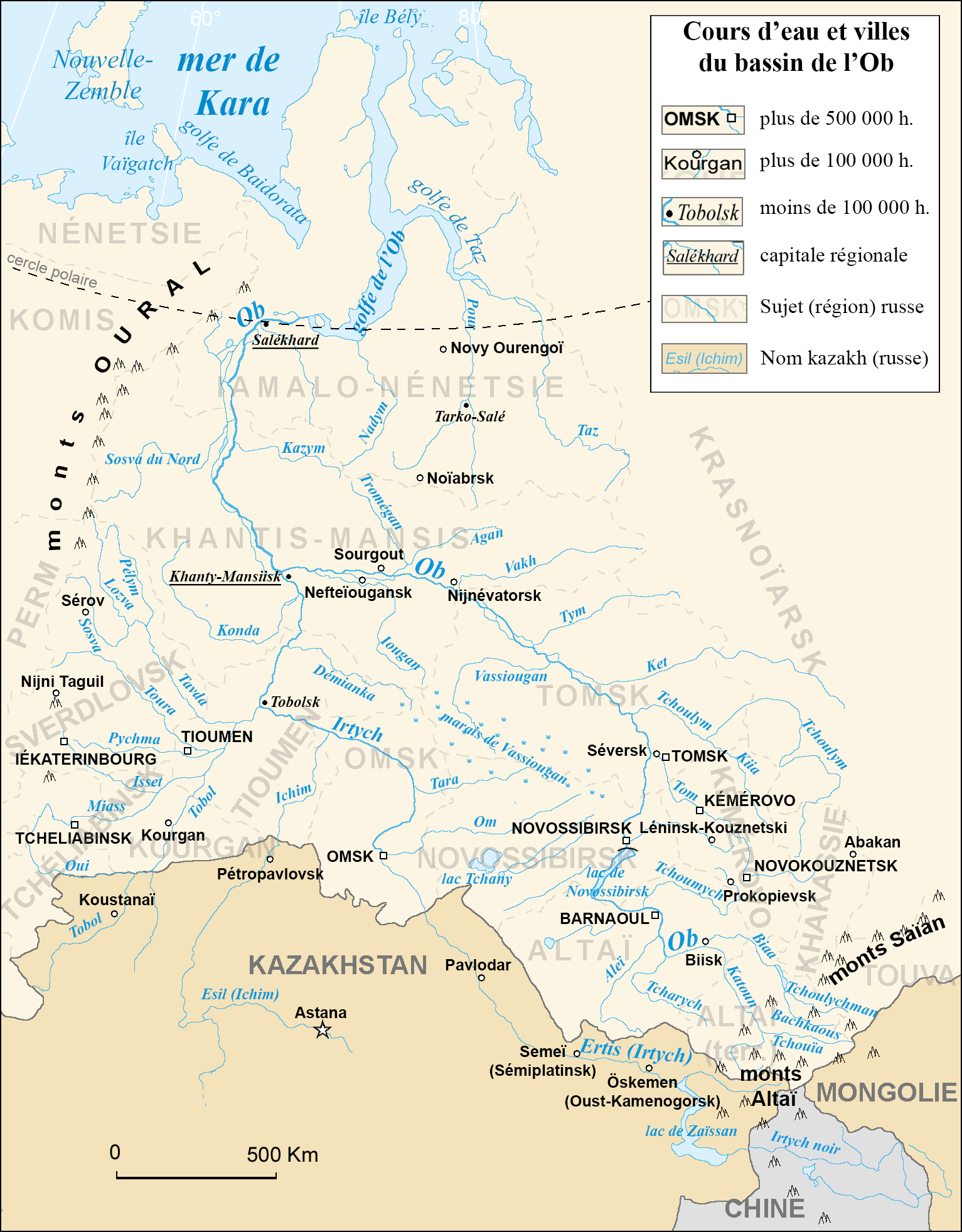
Carte des principaux cours d'eau du bassin de l'Ob, y compris les affluents de la Tobol.

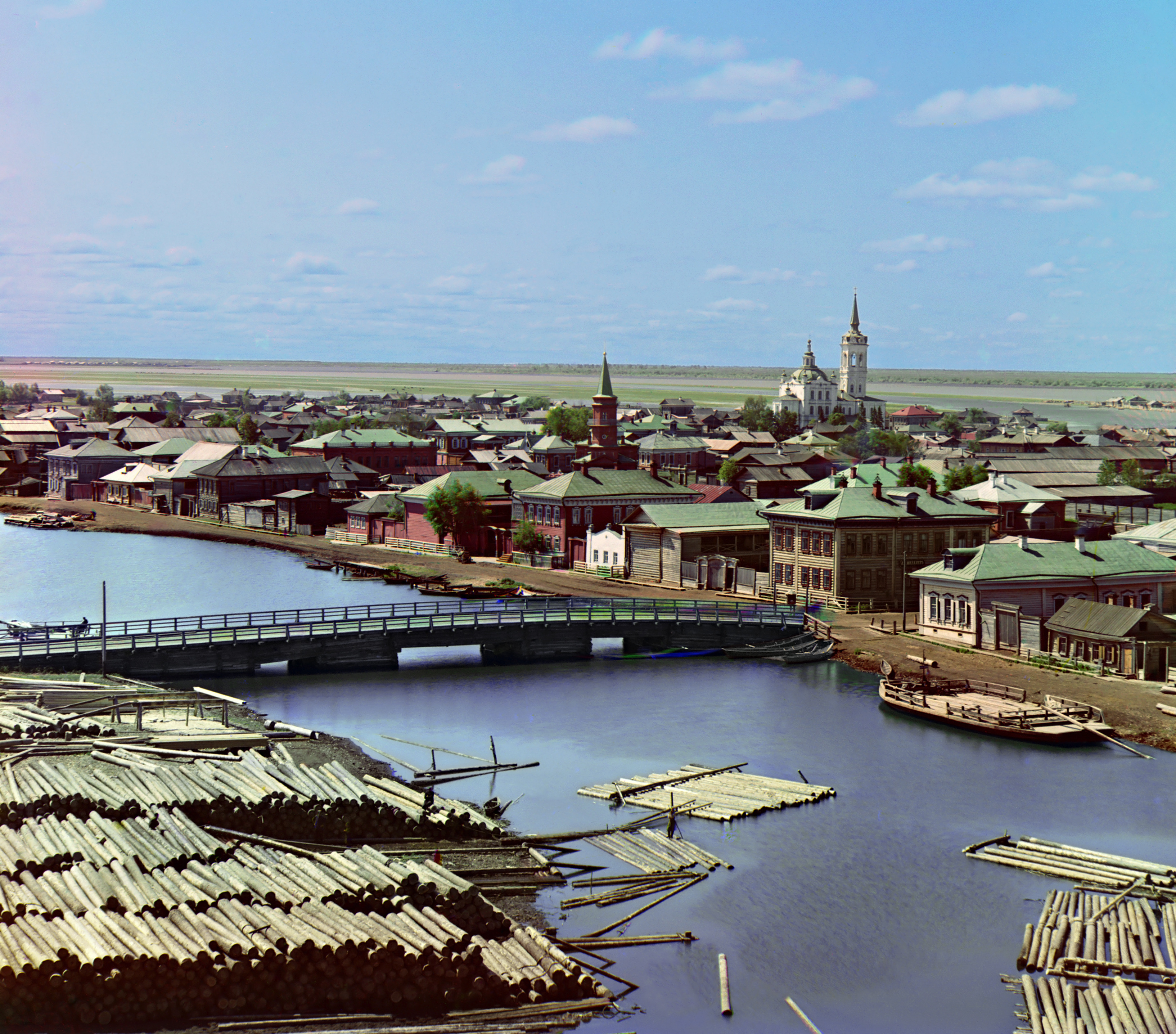
Vue de la Tobol et de la ville de Tobolsk prise depuis le nord (photo de 1912).

Le bassin de la Tobol a une superficie de 426 000 km2.
Son débit moyen est de 805 m3/s au niveau de son point de confluence.
La Tobol prend sa source près de la frontière russo-kazakhe, en territoire kazakh mais non loin de la ville russe d'Orsk dans la steppe de Tourgaï sur le versant sud de l'Oural. Il porte alors le nom kazakh de Tobyl. Il longe la frontière et remonte vers le nord, passe par la ville de Kostanaï avant de traverser la frontière russo-kazakhe au nord du pays. Il passe alors de la steppe kazakhe à la plaine sibérienne et prend son nom russe de Tobol. La rivière croise le trajet de la ligne de chemin de fer transsibérienne à Ialoutorovsk et se jette dans l'Irtych à Tobolsk en Fédération russe.

## Gel et navigabilité
La Tobol gèle de fin octobre/début novembre jusqu'à mi-avril/début mai.
En dehors de cette période, la rivière est navigable sur 437 km en la remontant depuis l'Irtych, et ce jusqu'un peu en amont de Ialoutorovsk, ville de Russie, au niveau de la confluence avec l'Isset.

## Villes traversées
Les principales villes situées sur son cours sont Lissakovsk (Kazakhstan), Roudny (Kazakhstan), Kostanaï (Kazakhstan), Kourgan (Russie), Ialoutorovsk (Russie) et Tobolsk (Russie).

## Affluents et sous-affluents
Les principaux affluents et sous-affluents de la Tobol sont d'amont en aval :
- Aïat
  - Kartaly-Aïat
- Oubagan
- Ouï
  - Ouvelka
  - Togouzak
- Iemourtla
- Ouk
- Isset
  - Sinara
  - Tetcha
  - Miass
- Toura
  - Salda (affluent de la Toura)
  - Taguil
    - Salda (affluent du Taguil)

  - Nitsa
    - Neïva
    - Rej

  - Pychma
- Tavda
  - Lozva
    - Ivdel

  - Sosva
    - Vagran
    - Lialia
      - Lobva

  - Pelym

## Hydrométrie

### Les débits mensuels à Lipovka
Le débit de la Tobol a été observé pendant 49 ans (1936-1984) à Lipovka, localité située 104 kilomètres de son confluent avec l'Irtych.
À Lipovka, le débit inter annuel moyen ou module observé sur cette période était de 804 m3/s pour une surface prise en compte de 423 000 km2, soit la presque totalité du bassin versant de la rivière.
La lame d'eau écoulée dans cette partie du bassin atteint ainsi le chiffre de 62,4 millimètres par an, ce qui doit être considéré comme médiocre, et résulte de la faiblesse des précipitations observée dans la majeure partie de son bassin.
Le débit moyen mensuel observé en mars (minimum d'étiage) est de 121 m3/s, soit moins de 5 % du débit moyen du mois de mai (2 493 m3/s), ce qui souligne l'amplitude élevée des variations saisonnières. Sur la durée d'observation de 49 ans, le débit mensuel minimal a été de 42,6 m3/s en mars 1945, tandis que le débit mensuel maximal s'élevait à 5 430 m3/s en mai 1948. Un débit mensuel inférieur à 50 m3/s est très exceptionnel.
En considérant uniquement la période estivale, la plus importante car libre de glaces (de mai à septembre inclus), le débit mensuel minimal observé a été de 160 m3/s en septembre 1936, ce qui restait encore assez appréciable.

### Évolution du débit au long du parcours
| Station           | Kilométrage | Mesures enregistrées en m3/s | Mesures enregistrées en m3/s | Mesures enregistrées en m3/s | Mesures enregistrées en m3/s | Mesures enregistrées en m3/s | Mesures enregistrées en m3/s | Mesures enregistrées en m3/s | Commentaire                 |
| Station           | Kilométrage | Module en m3/s               | --                           | Débit mensuel minimum        | mois                         | --                           | Débit mensuel maximum        | mois                         | Commentaire                 |
| ----------------- | ----------- | ---------------------------- | ---------------------------- | ---------------------------- | ---------------------------- | ---------------------------- | ---------------------------- | ---------------------------- | --------------------------- |
| Kostanaï          | 1.185       | 13,09                        |                              | 1,08                         | février                      |                              | 103,72                       | avril                        |                             |
| Zverinogolovskoïe | 898         | 27,32                        |                              | 4,68                         | février                      |                              | 97,01                        | mai                          | frontière russo-kazakhe     |
| Belozerskoïe      | 626         | 25,53                        |                              | 4,93                         | février                      |                              | 110,89                       | mai                          |                             |
| Korkino           | 559         | 33,83                        |                              | 8,13                         | février                      |                              | 142,00                       | mai                          |                             |
| Ialoutorovsk      | 426         | 123,60                       |                              | 29,38                        | février                      |                              | 489,80                       | mai                          |                             |
| Ievlevo           | 164         | 472,00                       |                              | 95,47                        | mars                         |                              | 1.684,00                     | mai                          |                             |
| Lipovka           | 104         | 804,00                       |                              | 121,00                       | mars                         |                              | 2.493,00                     | mai                          | après confluent de la Tavda |
|                   |             |                              |                              |                              |                              |                              |                              |                              |                             |